# Cycas hoabinhensis
Cycas hoabinhensis es una especie de Cycadopsida del género Cycas, de la familia Cycadaceae, del orden Cycadales.

## Distribución
Cycas hoabinhensis se distribuye por Vietnam (Ha Nam, Ha Tay, Hoa Binh, Ninh Binh).

## Taxonomía
Fue descrita científicamente por K.D.Hill et al.. Fue publicado por primera vez en In Press